# Сализано
Сализано (итал. Salisano) је насеље у Италији у округу Ријети, региону Лацио.
Према процени из 2011. у насељу је живело 278 становника. Насеље се налази на надморској висини од 443 м.

## Становништво
Према резултатима пописа становништва 2011. у општини је живело 558 становника.
| 1931. | 1936. | 1951. | 1961. | 1971. | 1981. | 1991. | 2001. | 2011. |
| ----- | ----- | ----- | ----- | ----- | ----- | ----- | ----- | ----- |
| 706   | 735   | 884   | 681   | 505   | 542   | 541   | 552   | 558   |